# Stary cmentarz parafialny w Żegocinie
Stary cmentarz parafialny w Żegocinie, również Cmentarz na Biedroniówce – dawny cmentarz rzymskokatolicki w miejscowości Żegocina. Obecnie nieużytkowany i popadający w ruinę. Nazwa cmentarza pochodzi od nazwy przysiółka Biedroniówka, na którym się on znajduje.
Z niewiadomych powodów został opuszczony już z końcem XIX wieku na rzecz nowego cmentarza parafialnego położonego na wzniesieniu naprzeciw Biedroniówki. Sporadycznie grzebano na nim zmarłych jeszcze w latach 30. XX wieku.

W książce Żegocina dawna i współczesna tak o żegocińskich cmentarzach napisał Czesław Blajda: 

Cmentarz znajdował się pierwotnie koło kościoła, chowano tam zmarłych parafian. Wysoko ceniono miejsce przy murze kościelnym, w przedsionku pod dzwonnicą i sobotami. […] Zmarły w 1759 r. pleban Józef Utylski pochowany został bezpośrednio pod wielkim ołtarzem. W Żegocinie odbywały się pogrzeby z całej parafii, również z Ujazdu i Zbydniowa. Na przełomie XVIII i XIX wieku założono osobny cmentarz na polu plebańskim, na pd.-wschód od kościoła. Na opuszczonym przy końcu XIX w. starym cmentarzu znajduje się najstarszy w Polsce chłopski nagrobek „Reginy Kuscyny” (Kuska) z 1833 r.

Obecnie cmentarz jest w fatalnym stanie, jednak wśród lokalnej społeczności pojawił się plan utworzenia w tym miejscu lapidarium, do którego przeniesiono by ocalałe nagrobki. Akcja ratowania cmentarza miała miejsce latem 2019 roku, podczas której teren nekropolii oczyszczono z zarośli.

## Nagrobek Reginy Kuscyny
Według Romana Reinfussa znajdujący się na tym cmentarzu kamienny nagrobek Reginy Kuscyny z 1833 roku jest najstarszym w Polsce chłopskim, kamiennym nagrobkiem. Został on wykonany z kamiennej płyty zwieńczonej krzyżem wykonanym głębokim rytem. Górne pionowe ramię krzyża posiada kształt prymitywnie wykonanej trupiej czaszki. Po obu stronach krzyża znajdują się wyryte litery AD oraz data 1833. Poniżej między dwiema poziomymi kreskami napis: REGINA KUSCYNA PRO OWE czyli prosi o westchnienie. Na tylnej ścianie płyty widoczny jest zarys czaszki, na której prawie nieczytelny symbol IHS z krzyżykiem pośrodku górnej litery H. Poniżej czaszki na wysokości ramion krzyża poziomo wykuta bruzda.
Jego kształt nie nawiązuje do znanych z tego okresu nagrobków miejskich, ale jest bardzo podobny do kamiennego słupa nagrobnego kanonika regularnego z cmentarza w Trzcianie. Oba nagrobki wykonał prawdopodobnie ten sam kamieniarz.